# Архиепархия Леона
Архиепархия Леона (лат. Archidioecesis Leonensis) — архиепархия Римско-католической церкви с центром в городе Леон, Мексика. В митрополию Леона входят епархии Селаи, Ирапуато, Кератаро. Кафедральным собором архиепархии Леона является церковь Пресвятой Девы Марии.

## История
26 января 1863 года Римский папа Пий XI издал буллу Gravissimum sollicitudinis, которой учредил епархию Леона, выделив её из епархии Мичоакана (сегодня — Архиепархия Морелии).
13 октября 1973 года епархия Леона передала часть своей территории новой епархии Селаи. 3 января 2004 года епархия Леона уступила часть своей территории новой епархии Ирапуато.
25 ноября 2006 года Римский папа Бенедикт XVI издал буллу Mexicani populi, которой возвёл епархию Леона в ранг архиепархии.

## Ординарии архиепархии
- епископ José María de Jesús Diez de Sollano y Dávalos (19.03.1863 — 7.06.1881);
- епископ Tomás Barón y Morales (25.09.1882 — 13.01.1898);
- епископ Santiago de los Santos Garza Zambrano (3.02.1898 — 25.02.1900);
- епископ Leopoldo Ruiz y Flóres (12.11.1900 — 14.09.1907);
- епископ José Mora y del Río (15.09.1907 — 27.11.1908);
- епископ Emeterio Valverde y Télles (7.08.1909 — 28.12.1948);
- епископ Manuel Martín del Campo Padilla (26.12.1949 — 10.06.1965);
- епископ Anselmo Zarza Bernal (13.01.1966 — 4.01.1992);
- епископ Rafael García González (4.01.1992 — 8.11.1994);
- архиепископ José Guadalupe Martín Rábago (23.08.1995 — 22.12.2012);
- архиепископ Alfonso Cortés Contreras (22.12.2012 — по настоящее время).

## Источник
- Annuario Pontificio, Libreria Editrice Vaticana, Città del Vaticano, 2003, ISBN 88-209-7422-3
- Bolla Mexicani populi Архивная копия от 4 марта 2016 на Wayback Machine, AAS 99 (2007), стр. 57  (лат.)